# Aurantiporus transformatus
Aurantiporus transformatus är en svampart som först beskrevs av Núñez & Ryvarden, och fick sitt nu gällande namn av Spirin & Zmitr. 2006. Aurantiporus transformatus ingår i släktet Aurantiporus och familjen Polyporaceae.   Inga underarter finns listade i Catalogue of Life.